# Kurt Joachim Fischer
Kurt Joachim Fischer (* 1. Juni 1911 in Konstanz; † 14. März 1979 in Stuttgart) war ein deutscher Filmproduzent und Drehbuchautor. Er war Begründer des Internationalen Filmfestivals Mannheim-Heidelberg und Inhaber der International Film Features GmbH.

## Leben
Nach dem Studium von Soziologie, Geschichte und Volkswirtschaft an den Universitäten Heidelberg und Berlin sowie anschließender Promotion arbeitete Dr. Kurt Joachim Fischer ab 1934 als Feuilletonist bei Seifferts Korrespondenz (Berlin), bei der Charlottenburger Zeitung (Berlin) und beim Mainzer Anzeiger. Mit Kriegsbeginn ging er in die Propaganda und nahm bei der Propagandakompanie 501 am Westfeldzug teil. In einer Beurteilung des Reichsministeriums für Volksaufklärung und Propaganda (RMVP) heißt es über ihn: „hervorragend begabt, sehr vielseitig, sehr sicheres und selbstbewußtes Auftreten, großer Ehrgeiz“. Im Frühjahr 1942 übernahm er die Leitung der Panzerpropagandakompanie 697, in der er zusammen mit Heinz Heydrich, dem Bruder von SS-Obergruppenführer Reinhard Heydrich, diente. Nach eigenen Angaben aus der Nachkriegszeit unterstützten die beiden Männer von 1942 bis 1944 eine Rettungsaktion für Juden aus Berlin nach Schweden mit gefälschten Ausweisen und Reisepapieren. 1944 mussten sie die Hilfe einstellen, Heinz Heydrich beging am 19. November 1944 Suizid und Kurt Joachim Fischer wurde verhaftet. Das Zentralgericht des Heeres verurteilte Fischer am 28. Dezember 1944 zu sechs Jahren Haft und 40.000 Reichsmark Strafe wegen Zersetzung der Wehrkraft. Die letzten Monate des Krieges verbrachte er im Zellengefängnis Lehrter Straße in Berlin und im Wehrmachtgefängnis Torgau.
Nach dem Zweiten Weltkrieg passte sich Kurt Joachim Fischer den neuen, demokratischen Verhältnissen an. Das brachte er rein äußerlich durch die geänderte Schreibweise seines Namens zum Ausdruck. Als Leiter der Panzerpropagandakompanie 697 signierte er seine Texte mit Joachim Fischer, nach dem Krieg mit Dr. Kurt J. Fischer. Nach der Rückkehr nach Heidelberg stellte Fischer einen Antrag auf Anerkennung als Opfer des Faschismus, der zeitweise bewilligt wurde. Gleich in der Nachkriegszeit schrieb er Drehbücher für Filme wie Liebe 47, das er nach Motiven des Stücks Draußen vor der Tür von Wolfgang Borchert schuf, oder Wer fuhr den grauen Ford?. Am 26. Mai 1952 eröffnete er als Gründungsdirektor die Mannheimer Kultur- und Dokumentarfilmwochen, die sich zum Internationalen Filmfestival Mannheim-Heidelberg entwickelten. Bei den zweiten Kultur- und Dokumentarfilmwochen 1953 wählte das Publikum Affenkinder des Frankfurter Zoodirektors Bernhard Grzimek zum beliebtesten Film. 1954 erhielt Kurt Joachim Fischer die Schiller-Plakette der Stadt Mannheim. Seine Position als Direktor der Mannheimer Kultur- und Dokumentarfilmwochen gab er auf das Jahr 1961 an Walter Talmon-Gros ab.
Zudem war Fischer zeitweise Geschäftsführer der Deutschen Gesellschaft zur Förderung des Kultur- und Dokumentarfilms, Geschäftsführer der International Film Features GmbH und produzierte mehrere Filme, unter anderem mit dem weltberühmten Regisseur Bernhard Wicki. Kurt Joachim Fischer ist der Stiefvater des Theaterregisseurs Hansgünther Heyme, mit dem er seit den 1960er Jahren gemeinsame Filmprojekte realisierte.

## Schriften
- 1936: Organisierte Arbeit als Staatsdienst, Heidelberg.
- 1940: Dem Feinde entronnen! Eine halbe Stunde in französischer Gefangenschaft, Berlin.
- 1941: Dünkirchen. Franzosen opfern sich für England, Berlin.
- 1941: Pioniere kämpfen Eben-Emael nieder. Der Fall der stärksten Forts von Lüttich, Berlin.
- 1941: Schluchze, der Panzerjäger, Berlin.
- 1942: Kamjenka. Die Geschichte eines Stützpunktes im Ostwinter 1942, Panzer-Propagandakompanie 697.
- 1943: Infanterie im Osten. Vom Einsatz deutscher Infanteristen, Graz.
- 1943: Die goldene Spange. Kampfberichte eines Sommers, Panzer-Propagandakompanie 697.
- 1944: Witebsk. Von den Kämpfen um eine uns unvergessliche Stadt, Panzer-Propagandakompanie 697.
- 1948: Der Gefangene von Stalingrad, Willsbach.
- 1950: Humanität als Filmthema. Das amerikanische Negerproblem, in: Die Zeit 7/1950 vom 16. Februar 1950.
- 1952: Der Fall Peter Lorre, in: Filmforum Mai 1952, S. 10.
- 1957: Niehans: Arzt des Papstes, Wien/München.
- 1957: Die Krise des deutschen Films. Wirtschaftliche Tatsachen und Möglichkeiten, in: Die politische Meinung, S. 49–62 (ISSN 0032-3446).
- 1958: Liselotte Pulver: Karriere ohne Skandal, in: Film und Frau 8/1958.
- 1959: Sonja Ziemann: Vom ‘Schwarzwaldmädel’ zum ‘Achten Wochentag’, in: Film und Frau 3/1959, S. 44–47.
- 1962: Fordern ist leicht, etwas zu leisten ist schwieriger, in: Die Welt vom 23. Juni 1962.
- 1966: Stabilster Sozialfaktor: Das Fernsehgerät, in: Rheinischer Merkur vom 14. Januar 1966.
- 1966: Relationen wie bei einem Eisberg, in: Film-Echo/Filmwoche vom 23. Dezember 1966.
- 1970: Löst die freie Filmwahl das Problem?, in: Filmtelegramm 26/1970, S. 5–8.
- 1974: Manfred, ein Mann im weißen Kittel, in: Deutsches Allgemeines Sonntagsblatt 19/1974.
- 1977: Fassbinder oder: Der Mut, die Schiffe hinter sich zu verbrennen--Gespräch mit einem, der auszog, die Bürger zu erschrecken, in: Kirche und Film 30/8 1977, S. 15–18.
- 1980: Das zweite Kino. Handbuch für das Kino zum Selbermachen. Materialien und Informationen zur nichtgewerblichen Filmarbeit Schondorff/Ammersee.

## Filmografie
- 1950: Wer fuhr den grauen Ford?
- 1954: Die goldene Pest
- 1954: Hochstaplerin der Liebe[7]
- 1957: Impressionen aus einem Theater
- 1958: Warum sind sie gegen uns?
- 1958: Herrscher des Urwaldes, Regie: Heinz Sielmann, Henry Brandt. Deutscher Kommentar: Kurt Joachim Fischer.
- 1961: Die Prämie
- 1961: Verkanntes Olympia
- 1962: Ein Mann ist ein Mann
- 1962: Lohn auf der Waage
- 1963: Glattes Parkett
- 1963: Auf Schlagermontage. Musik – und wie man sie macht
- 1965: Der unbequeme Piscator
- 1967: Der schwierige Kortner